# Ambasciata d'Italia a Maputo
L'ambasciata d'Italia a Maputo è la missione diplomatica della Repubblica Italiana nella Repubblica del Mozambico. Essa è competente anche per il Regno di eSwatini e la Repubblica del Botswana.
La sede è a Maputo in Avenida Kenneth Kaunda, strada del quartiere residenziale Sommerschield, nel quale hanno sede la maggior parte delle rappresentanze diplomatiche accreditate in Mozambico.

## Altre sedi diplomatiche dipendenti
La missione italiana in Mozambico conta anche una rete consolare, dipendente dalla sezione consolare dell'Ambasciata:
| Tipologia               | Sede     | Zona di competenza |
| ----------------------- | -------- | ------------------ |
| Consolato onorario      | Mbabane  | eSwatini           |
| Vice Consolato onorario | Gaborone | Botswana           |